# Texas Car Wars
Texas Car Wars è un docu-reality statunitense trasmesso su Discovery Channel dal 2012. La serie segue le vicende di quattro officine che partecipano ad una gara finalizzata a trovare le auto rottamate più preziose per trasformarle in gioiellini automobilistici. In Italia è stata trasmessa sempre su Discovery Channel dall'11 dicembre 2012.

## Episodi
| Stagione       | Episodi | Prima TV USA | Prima TV Italia |
| -------------- | ------- | ------------ | --------------- |
| Prima stagione | 8       | 2012         | 2012-2013       |

### Prima stagione (2012)
| n° | Titolo originale           | Titolo italiano                   | Prima TV USA      | Prima TV Italia  |
| -- | -------------------------- | --------------------------------- | ----------------- | ---------------- |
| 1  | Let The Rivalries Begin    | Rivalità alla griglia di partenza | 6 settembre 2012  | 11 dicembre 2012 |
| 2  | Flip or Flop               | Testa o croce?                    | 13 settembre 2012 | 18 dicembre 2012 |
| 3  | Tale of the Filthy Greengo | La storia della Flithly Greengo   | 20 settembre 2012 | 25 dicembre 2012 |
| 4  | Dukin' Donuts              | Ford F-100                        | 27 settembre 2012 | 1º gennaio 2013  |
| 5  | A Presidential Flip        | Ford Country Sedan                | 4 ottobre 2012    | 8 gennaio 2013   |
| 6  | The El Camino King         | Lexus                             | 11 ottobre 2012   | 15 gennaio 2013  |
| 7  | Colby Takes Over           | Colby entra in scena              | 18 ottobre 2012   | 22 gennaio 2013  |
| 8  | Race for the Cause         | In corsa per la causa             | 25 ottobre 2012   | 29 gennaio 2013  |